# WM–16 Budapest
A WM–16 Budapest egy magyar gyártású felderítő és könnyűbombázó repülőgép.
Fejlesztése az 1920-as évekbe nyúlik vissza. A Fokker C VD licencének megvásárlása után elkezdték azt továbbfejleszteni. Lecserélték a szárnyak vászonborítását és préselt lemezt raktak a helyére, megerősítették a futóművet és kicserélték a motort egy 550 LE-s K–9 csillagmotorra. Miután a csapatpróbákon megfelelőnek találták 1933-ban szolgálatba is állt. A WM–16 Budapest egy kétfedeles fából és fémből épített repülőgép. A törzs acélcsövekből hegesztett vázat kapott, amit vászonnal vontak be. A fegyverzet 3 db Gebauer géppuskából állt, kettő mereven előre beépített és egy forgatható, a gép hátsó részében a megfigyelő számára.
A WM–16-nak nem csak felderítő változata volt, építettek egy könnyűbombázó változatot is, amely 300 kg bomba hordozására volt alkalmas. Ezt az erősebb 880LE-s WM K–14 kétkoszorús csillagmotorral szereltek fel.
Az 1933-as szolgálatba állítása után 1939-ben a felderítő változatot kivonták a frontszolgálatból és kiképzésre használták, a bombázó változatot 1942-ben rendelték vissza.
A WM–16 Budapest alapján fejlesztette ki a Weiss Manfréd  Repülőgép és Motorgyár a WM–21 Sólyom felderítő gépet.